# Panicum koolauense
Panicum koolauense är en gräsart som beskrevs av Harold St.John och Edward Yataro Hosaka. Panicum koolauense ingår i släktet vipphirser, och familjen gräs. Inga underarter finns listade i Catalogue of Life.